# Risultati sportivi della Lancia Aprilia
Come si può evincere dalle tabelle sotto riportate, molte Lancia Aprilia hanno gareggiato anche nella categoria Sport: per lo più si trattava di versioni carrozzate spyder o coupé con particolari elaborazioni meccaniche, ma non sono stati rari i casi in cui normali berline sono state iscritte nella categoria Sport perché non rientranti tra le vetture della categoria Turismo a causa di troppo spinte modifiche al motore.
Da notare che a partire dal 1952 l'Aprilia, per problemi di scaduta omologazione, è spesso costretta ad emigrare nelle categorie superiori (Gran Turismo e Sport)
Qui sotto la lista dei i risultati più significativi colti da tutte le Aprilia (berline di serie, barchette, versione speciali) nelle diverse categorie (Turismo, Gran Turismo, Sport, ecc.).
Da rimarcare il fatto che versioni speciali artigianali - in qualche modo e misura derivate da basi meccaniche Lancia Aprilia - scendono in gara per ancora circa un decennio dopo il termine della produzione di serie, cioè fino alla fine degli anni'50.
L'albo dei risultati è suddiviso in due parti: le gare "importanti" (di risonanza internazionale e/o su lunga distanza) e le altre inserite in voce a parte
Da notare che le tabelle non comprendono le gare di pura regolarità, le gincane e tutte le prove in cui non sia previsto - neppure parzialmente - il fattore velocità.

## Le grandi corse
Nell'elenco-gare riportato sotto è stato specificato, per ciascuna gara e per ciascuna categoria (Turismo, Gran Turismo, Sport, ecc) e per ciascuna classe di cilindrata il migliore risultato conseguito tra coloro che disponevano di vetture Aprilia: molto spesso, altre vetture del medesimo modello si sono piazzate alle spalle di quella meglio classificata.
Nota: la abbreviazione "N.D." significa che il dato "Non è Disponibile"

### Dal 1937 al 1940
Nell'elenco-gare riportato sotto è stato specificato, per ciascuna gara e per ciascuna categoria (Turismo, Gran Turismo, Sport, ecc) e per ciascuna classe di cilindrata il migliore risultato conseguito tra coloro che disponevano di vetture Aprilia (o derivate): molto spesso, altre vetture del medesimo modello si sono piazzate alle spalle di quella meglio classificata.

#### 1937
| Nazione Data | Manifestazione    | Risultato ass. | Risultato classe   | Categoria                 | Tipo Aprilia       | Piloti                        |
| Nazione Data | Manifestazione    | Descrizione evento | Descrizione evento | Descrizione evento        | Descrizione evento | Descrizione evento            |
| ------------ | ----------------- | --- | ------------------ | ------------------------- | ------------------ | ----------------------------- |
| 18/22 agosto | Liège-Rome-Liège  | 5º posto |                    |                           | Berlina            | Umberto Massa/Arturo Brunetto |
| 18/22 agosto | Liège-Rome-Liège  | La gara (una sorta di rally di resistenza) si disputa su una distanza di circa 4.700 km; l'Aprilia viene preceduta nella classifica generale da vetture decisamente più potenti (Hanomag, Imperia, Auto Union)                                                                                                 |                    |                           |                    |                               |
| 12 dicembre  | I Bengasi-Tripoli | 3º posto | 1º posto           | Classe da 1101 a 1500 cm³ | Berlina            | Remy Iacazio/Pietro Ravano    |
| 12 dicembre  | I Bengasi-Tripoli | Iacazio/Ravano coprono i km 1030,000 del percorso in 9 ore01'42" alla media di km/h 114,085; alla piazza d'onore un'altra Aprilia (Bertone/Poggio) che precede due Fiat 1500. Nella graduatoria generale assoluta, abbiamo ai primi due posti due grosse Alfa Romeo, seguite appunto dalle due Lancia Aprilia. |                    |                           |                    |                               |

#### 1938
| Nazione Data  | Manifestazione            | Risultato ass. | Risultato classe   | Categoria                                            | Tipo Aprilia       | Piloti                        |
| Nazione Data  | Manifestazione            | Descrizione evento | Descrizione evento | Descrizione evento                                   | Descrizione evento | Descrizione evento            |
| ------------- | ------------------------- | --- | ------------------ | ---------------------------------------------------- | ------------------ | ----------------------------- |
| 25/30 gennaio | XVII Rally di Monte Carlo | 8º posto | 1º posto           | Classe fino a 1500 cm³                               | Berlina            | Descollas G. e signora        |
| 25/30 gennaio | XVII Rally di Monte Carlo | 4 Aprilia ai primi posti di classe, 1 Descollas G. e signora, 2º Lord Waleran ex aequo con Cantoni-Agosti, 4º Hoffmann-Wiken, che precedono 1 Talbot, 3 Fiat, 1 Vauxhall, 1 Hanomag, 1 Aero, 2 DKW, 1 Morris, 1 Hillman, 1 SIMCA, 4 altre Lancia. Nella classifica assoluta, i coniugi Descollas sono all'ottavo posto, Lord Waleran al nono, Cantoni-Agosti al decimo. |                    |                                                      |                    |                               |
| 3/4 aprile    | XII Mille Miglia          | 14º posto | 1º posto           | Categoria Sport Nazionale, Classe da 1101 a 1500 cm³ | spider Zagato      | Luigi Villoresi/Corrado Forti |
| 3/4 aprile    | XII Mille Miglia          | Villoresi/Forti coprono i km 1621,270 del percorso in 14 ore09'25" alla media di km/h 114,521; altre Aprilia si classificano al 3º posto (Bellucci Luigi/Bergia Giuseppe con un'Aprilia spider Touring), al 4º (Aldo Marazza/Alfiero Varallo con un'Aprilia coupé aerodinamica Pininfarina) ed in altre posizioni retrostanti. La vittoria di Villoresi non è delle più agevoli, dovendosi guardare le spalle dalla agguerritissima Fiat 1500 spyder Zagato di Ovidio Capellio/Cavenago che infatti, dopo oltre 1600 chilometri, sarà distaccata di appena 5 minuti. Villoresi/Forti sono 14.esimi assoluti (su 72 concorrenti classificati) |                    |                                                      |                    |                               |
| 9/10 luglio   | 24 Ore del Belgio         | 8º posto | 1º posto           | Classe da 1101 a 1500 cm³                            | berlina            | Réano/Humblet                 |
| 9/10 luglio   | 24 Ore del Belgio         | Réano/Humblet percorrono (in 24 ore00'09") km 2378,240 (160 giri), alla media di km/h 99,083; al 2º ed al 3º posto si piazzano (staccate di 2 giri) altre due Aprilia berlina, condotte rispettivamente da Thellusson/André e da Gouvion/Guerrini. Al di là della prestazione velocistica, la squadra Lancia si distingue per la regolarità e per l'affidabilità (tutte e tre le vetture scese in lizza hanno concluso la corsa brillantemente) |                    |                                                      |                    |                               |
| 15 agosto     | X Targa Abruzzo           | 2º posto | 1º posto           | Categoria Sport, Classe da 1101 a 1500 cm³           | coupé Viotti       | Cantoni/Agosti                |
| 15 agosto     | X Targa Abruzzo           | Cantoni/Agosti percorrono, nelle 6 ore, km 647,880 alla media di km/h 107,980; al secondo posto troviamo la Lancia Aprilia spider Zagato condotta dal futuro campione Luigi Villoresi in coppia con Eugenio Minetti; seguono altre vetture classificate (tutte Aprilia sport). Nella graduatoria assoluta, l'Aprilia di Cantoni/Agosti si piazza al posto d'onore, dietro ai vincitori (Franco Cortese/Pietro Ghersi su Alfa Romeo 6c2300) che hanno ottenuto una media oraria di circa 111,5 km orari |                    |                                                      |                    |                               |
| 17/21 agosto  | Liège-Rome-Liège          | 4º posto | 1º posto           | Categoria Petites Voitures, fino a 1500 cm³          | berlina            | Umberto Massa/Arturo Brunetto |
| 17/21 agosto  | Liège-Rome-Liège          | Massa/Brunetto concludono la gara con 150 punti-penalità. Tra le piccole cilindrate, la Lancia precede 2 Hanomag 1500, 1 Fiat 1100, 2 Opel da 1 litro e mezzo e un'Auto Union 1100. Nella graduatoria assoluta, l'Aprilia di Massa/Brunetto è stata preceduta, oltreché dai vincitori (Trasenter/Breyre su Bugatti 3 litri), da una Ford da 3,6 litri e da una Steyr da 2,2 litri, quindi da vetture di ben maggiore cilindrata. |                    |                                                      |                    |                               |

#### 1939
| Nazione Data  | Manifestazione             | Risultato ass. | Risultato classe   | Categoria                                   | Tipo Aprilia             | Piloti                            |
| Nazione Data  | Manifestazione             | Descrizione evento | Descrizione evento | Descrizione evento                          | Descrizione evento       | Descrizione evento                |
| ------------- | -------------------------- | --- | ------------------ | ------------------------------------------- | ------------------------ | --------------------------------- |
| 17/22 gennaio | XVIII Rally di Monte Carlo | 23º posto | 2º posto           | Classe da 751 a 1500 cm³                    | Berlina                  | Delmarco/Soemuller                |
| 17/22 gennaio | XVIII Rally di Monte Carlo | Delmarco/Soemuller arrivano al traguardo con punti 801. La vittoria di classe va alla Simca Huit (di 1100 cm³) di Amedeo Gordini/José Scaron. Altre due Aprilia si classificano al 3º ed al 6º posto. |                    |                                             |                          |                                   |
| 26 marzo      | Tobruk-Tripoli             | 9º posto | 1º posto           | Classe da 1101 a 1500 cm³                   | Berlina                  | Emilio Mario Leoncini/Cerrone     |
| 26 marzo      | Tobruk-Tripoli             | Leoncini/Cerrone coprono i km 1502,400 del percorso in 13 ore02'52" alla media di km/h 115,146. Nella classifica di classe abbiamo altre due Aprilia ma nessuna vettura di altra marca. Nella graduatoria assoluta, precedono l'Aprilia di Leoncini/Cerrone, tre Alfa Romeo da 2 litri e mezzo, tre BMW da 2 litri, ma anche due Fiat 1100 sport, per cui si può affermare che, in questa occasione, le Lancia Aprilia non hanno particolarmente brillato. |                    |                                             |                          |                                   |
| 15 agosto     | XI Targa Abruzzo           | 5º posto | 1º posto           | Categoria Sport, Classe da 1101 a 1500 cm³  | Paganelli spyder Touring | Luigi Bellucci/Sabatino Paganelli |
| 15 agosto     | XI Targa Abruzzo           | Bellucci/Paganelli percorrono, nelle 8 ore, km 864,720, alla media di km/h 108,090; al secondo posto di classe troviamo la Fiat 1500 dei fratelli Dufour Berté, che riesce ad avere la meglio sulle altre Aprilia Sport, relegate al 3º, 4 e 5º posto. Nell'assoluta, a precedere la Aprilia-Paganelli speciale di Bellucci sono soltanto quattro Alfa Romeo da 2,5 litri.                                                                                 |                    |                                             |                          |                                   |
| 16/20 agosto  | Liège-Rome-Liège           | 17º posto | 1º posto           | Categoria Petites Voitures, fino a 1500 cm³ | berlina                  | Von Kempen                        |
| 16/20 agosto  | Liège-Rome-Liège           | La vettura si piazza al 17º posto della graduatoria assoluta. |                    |                                             |                          |                                   |

#### 1940
| Nazione Data | Manifestazione    | Risultato ass.     | Risultato classe   | Categoria                                  | Tipo Aprilia                               | Piloti                       |                                      |
| Nazione Data | Manifestazione    | Descrizione evento | Descrizione evento | Descrizione evento                         | Descrizione evento                         | Descrizione evento           |                                      |
| --- | ----------------- | ------------------ | ------------------ | ------------------------------------------ | ------------------------------------------ | ---------------------------- | ------------------------------------ |
| 28 aprile | XIII Mille Miglia | 25º posto          | 1º posto           | Categoria sport, Classe da 1101 a 1500 cm³ | spider                                     | Giuseppe D'Ambrosio/Guerrini |                                      |
| 28 aprile | XIII Mille Miglia | 28 aprile          | XIII Mille Miglia  | Ritiràti                                   | Categoria sport, Classe da 1101 a 1500 cm³ | spider                       | Giovanni Bracco - Vittorio Casalegno |
| Il pilota Biellese prese parte a questa edizione della Mille Miglia, in coppia con Casalegno,al volante di una bellissima Lancia Aprilia Sport (n. 69) appositamente realizzata partendo dal telaio di un'Aprilia Berlina (438), da Tinarelli; purtroppo non sarà fortunato e sarà costretto al ritiro. Finito il periodo bellico, la vettura viene riutilizzata con successo dallo stesso Bracco, nel 1946 alla Vermicino-Frascati (nel 1946 l'arrivo della Vernicino- Rocca di Papa sarà Frascati, a causa delle strade compromesse dalla guerra); sulla gazzetta dello sport di quell'anno troviamo una foto della Lancia Aprilia Sport con un sorridente Bracco alla guida, vittoriosa all'arrivo. La vettura, successivamente, viene ricarrozzata a Torino, molto probabilmente da Bertone (siamo nel 1947 circa), e la carrozzeria Sport, sembra passata ad Aldo Ranzini che, aggiornandola e modificandola in alcuni particolari, la monta su un'altra Lancia Aprilia berlina, correndo e vincendo il campionato italiano del 1947. Mentre la Lancia Aprilia Sport di Ranzini risulta dispersa, quella di Bracco è stata recentemente individuata ed è in atto un restauro adeguato all'importanza del mezzo e della sua storia. |                   | 28 aprile          | XIII Mille Miglia  |                                            |                                            |                              |                                      |
| D'Ambrosio/Guerrini coprono i km 1321,000 del percorso in 10 ore27'53"1/5 alla media di km/h 126,232; altre due Aprilia si piazzano al 3º posto (Dino Bassi/E.Furielli con una berlina) ed al 4º posto (Marco Proto/Gaspare Fiore, anch'essi con una berlina). D'Ambrosio/Guerrini si piazzano al 25º posto della graduatoria assoluta (che comprende 40 concorrenti in classifica) Da osservare che in questo 1940 la corsa bresciana abbandona il consueto percorso Brescia-Roma-Brescia e di disputa su 9 giri di un veloce circuito stradale (Brescia-Cremona-Mantova-Brescia). Su 15 vetture al via nella classe 1500, ben 12 sono del modello Aprilia; le restanti 3 sono: una Fiat 1500 speciale carrozzata Garavini dell'equipaggio Ruggiero/Wurzburger (che si classifica alle spalle dell'Aprilia vittoriosa, con un distacco contenuto in poco più di 7 minuti) e due Auto Avio Costruzioni del tipo 815 (8 cilindri 1500 cm³), le prime creature che Enzo Ferrari riesce a far esordire in gara ma che - per impegni presi con l'Alfa Romeo - ancora non può chiamare col suo nome. L'esordio si concluderà con due ritiri, ma la vettura si rivelerà velocissima, al punto da ottenere il giro più veloce in questa classe a più di 146 km orari di media. Gli equipaggi di queste due creazioni di Ferrari sono composti, l'una da Enrico Nardi/Lotario Rangoni e l'altra da Giovanni Minozzi e da Alberto Ascari, un figlio d'arte (il padre, Antonio, era stato uno dei "grandi" piloti degli anni venti ed era scomparso il 26 luglio del 1925 durante la disputa del Gran Premio di Francia a Montlhéry) con già alcuni successi motociclistici alle spalle e qui al suo esordio automobilistico. Non va dimenticato che Alberto Ascari sarà Campione del Mondo di Formula 1 per due anni consecutivi (1952-1953). |                   |                    |                    |                                            |                                            |                              |                                      |

### Dal 1947 al 1953

#### 1947
| Nazione Data | Manifestazione         | Risultato ass. | Risultato classe   | Categoria                                                   | Tipo Aprilia       | Piloti                |
| Nazione Data | Manifestazione         | Descrizione evento | Descrizione evento | Descrizione evento                                          | Descrizione evento | Descrizione evento    |
| ------------ | ---------------------- | --- | ------------------ | ----------------------------------------------------------- | ------------------ | --------------------- |
| 21/22 giugno | XIV Mille Miglia       | 11º posto | 1º posto           | Categoria Turismo Internazionale, classe da 1101 a 1500 cm³ | berlina            | Arnaldo Tullini/Rossi |
| 21/22 giugno | XIV Mille Miglia       | Tullini/Rossi coprono i km 1827,000 del percorso in 18 ore42'16" alla media di km/h 97,677; alle spalle dei vincitori, troviamo altre due Aprilia (Giulio Rollino/Angelo Poggio e Franco Piccinini/Carlo Marsaglia), una Fiat 1500 (Palmer aprile/Annibale Moroni) e un'ultima Aprilia (Agostino Marella/Italo Pezzoli). L'Aprilia di Tullini/Rossi si piazza al 12º posto assoluto (su 54 equipaggi che appaiono in classifica). Nella Categoria Sport Internazionale, classe da 1101 a 2000 cm³ Luigi Meschi/Aldo Bianchi (su Lancia Aprilia spider Touring) vincono coprendo il percorso in 18 ore26'28" alla media di km/h 99,072; alle spalle di questo equipaggio si classifica, con quasi due ore di ritardo, la Fiat 1500 di Enrico Anselmi/Pietro Gianni. Chiudono, staccatissime, altre 3 Aprilia. L'equipaggio Meschi/Bianchi occupa l'11º posto della graduatoria assoluta (su 54 equipaggi che appaiono in classifica). In questa classe a contrastare le 11 Aprilia, c'erano 5 Fiat, 4 BMW, 2 Alfa Romeo, 1 Auto Avio Costruzioni, 1 Citroën, 1 Ferrari, 1 Maserati. In tutto ben 26 macchine ma soltanto 5 vetture (4 Lancia e 1 Fiat) riusciranno a portare a termine la gara. Subito sparite dalla lotta le vetture più veloci, la sola macchina che ha sopravanzato le Aprilia nella prima metà della gara (il tratto Brescia-Roma) è stata la Bmw 328 di Dante Cappelletto/Serafini (che peraltro montava un motore da 2 litri di cilindrata). |                    |                                                             |                    |                       |
| 20 luglio    | I Coppa delle Dolomiti | 9º posto | 1º posto           | Categoria Turismo, Classe da 1101 a 1500 cm³                | berlina            | Massimo Ravera Ajra   |
| 20 luglio    | I Coppa delle Dolomiti | Ravera Ajra copre i 303,800 km del percorso in 4 ore21'12"2/5 alla media di km/h 69,783; alle spalle di questa Aprilia se ne classificano altre 6 (3 successivamente squalificate) seguite da una Fiat 1500. Massimo Ravera Ajra conquista il 12º posto della classifica assoluta. Nella Categoria Sport, Classe da 1101 a 2000 cm³ Alfredo Raschini (su Lancia Aprilia Sport) copre i km 303,800 del percorso in 4 ore15'47"2/5 alla media di km/h 71,261; alle spalle di Raschini si classificano vetture di varia marca, anche ibride e raffazzonate (come spesso accade in questi difficili primi anni del dopoguerra). L'Aprilia di Alfredo Raschini va ad occupare il 9º posto della graduatoria assoluta, che conta 53 classificati. Al secondo posto di classe (17º assoluto) si piazza un'altra vettura speciale in qualche modo imparentata con l'Aprilia: è la Alfa Romeo-Lancia-Ferri 1500, una realizzazione artigianale assemblata partendo da un telaio Alfa Romeo 256 su cui è montato un motore Aprilia; per la cronaca questa macchina, portata in gara dallo stesso costruttore Cormons Ferri, porta a termine la gara in poco più di 4 ore e mezza. |                    |                                                             |                    |                       |
| 6/10 agosto  | I Stella Alpina        | 1º posto | 1º posto           | classe Turismo oltre 1100 cm³                               | berlina            | Piero Taruffi         |
| 6/10 agosto  | I Stella Alpina        | Vince la corsa Taruffi che copre il percorso in 4 ore27'26" (media non disponibile). Nella sua classe, Taruffi è seguito da altri concorrenti alla guida di Aprilia. Nella Categoria Sport, Classe da 1101 a 1500 cm³ Alfredo Raschini (su Lancia Aprilia Sport) vince e copre il percorso in 4 ore28'31"4/5 (media non disponibile). Alle spalle di Raschini, altre Aprilia. Raschini conquista anche il secondo posto della graduatoria assoluta, precedendo l'Alfa Romeo 2 litri e mezzo di Gurgo Salice. |                    |                                                             |                    |                       |

#### 1948
| Nazione Data | Manifestazione                            | Risultato ass. | Risultato classe   | Categoria                                    | Tipo Aprilia       | Piloti                           |
| Nazione Data | Manifestazione                            | Descrizione evento | Descrizione evento | Descrizione evento                           | Descrizione evento | Descrizione evento               |
| ------------ | ----------------------------------------- | --- | ------------------ | -------------------------------------------- | ------------------ | -------------------------------- |
| 4 aprile     | XXXII Targa Florio (VIII Giro di Sicilia) | 8º posto | 1º posto           | Categoria Turismo, classe da 1101 a 1500 cm³ | berlina            | Giovanni Bracco/Umberto Maglioli |
| 4 aprile     | XXXII Targa Florio (VIII Giro di Sicilia) | Bracco/Maglioli coprono i km 1080,000 del percorso in 13 ore37'49" alla media di km/h 79,235. Nella classe 1101-1500, erano in gara soltanto vetture Aprilia, per cui la vittoria era ovviamente scontata. Più significativo l'ottavo posto assoluto, ottenuto davanti a vetture di pregio, quali alcune Cisitalia, una Stanguellini, la Healey 2400 di Giovanni Lurani/Dorino Serafini (che batterà le Aprilia alla successiva Mille Miglia), un'Alfa Romeo 6c2500 Supersport, una Nardi Danese con motore Alfa Romeo da 2 litri e mezzo ed altre ancora. |                    |                                              |                    |                                  |
| 2/3 maggio   | XV Mille Miglia                           | 16º posto | 2º posto           | Categoria Turismo, classe oltre 1100 cm³     | berlina            | Mario Bornigia/Franco Bornigia   |
| 2/3 maggio   | XV Mille Miglia                           | Bornigia/Bornigia coprono i km. 1830,000 del percorso in 17 ore47'49" alla media di km/h 102,826; le altre Aprilia berlina si classificano al 3º posto (Giovanni Bracco/Umberto Maglioli), ed in tutte le posizioni retrostanti. Da segnalare, tra gli equipaggi ritirati, l'Aprilia dei fratelli Marzotto (Paolo e Vittorio) due piloti - qui al debutto - destinati a far parlare di sé nelle corse automobilistiche. Premesso che la classe "oltre 1100 cm³" della categoria "Turismo" è andata a una vettura equipaggiata con un motore di 2,4 litri, e precisamente alla Healey Elliott del Conte Giovanni Lurani e di Guglielmo Sandri - che ha preceduto la migliore delle Aprilia di un quarto d'ora - le prestazioni delle Aprilia non vanno giudicate tanto per la classifica di classe (dove, a parte due Helaey, non c'erano vetture di altre marche in gara) quanto per le posizioni occupate nella graduatoria assoluta, dove (su 64 equipaggi classificati) le quattro migliori Aprilia si piazzavano entro le prime 20. Un'ulteriore dimostrazione di affidabilità veniva dalla scarsa incidenza dei ritiri: delle 29 Aprilia partite, ben 19 (66%) portavano a termine la gara, mentre nel complesso, su 190 partenti ne ritornavano a Brescia soltanto 64 (un terzo) |                    |                                              |                    |                                  |
| 29 giugno    | I Giro dell'Umbria                        | 11º posto | 1º posto           | Categoria Turismo, Classe da 1101 a 1500 cm³ | berlina            | Plinio Bona                      |
| 29 giugno    | I Giro dell'Umbria                        | Bona copre i km. 377,400 del percorso in 3 ore48'48"3/5 alla media di km/h 98,964; alle spalle di Plinio Bona si piazzano (tutti su Aprilia): Manlio Duberti, Bruno Boldrini, Giannino Marzotto e Negri. L'Aprilia di Bona si colloca al 12º posto della classifica assoluta. Nella Categoria Sport, Classe da 1101 a 1500 cm³ Sonio Coletti Perucca (su Pacifici-Lancia, vettura artigianale speciale con motore Lancia Aprilia) copre il percorso in 3 ore 47'52"4/5 alla media di km/h 99,368; Coletti Perucca, che è il solo concorrente di questa classe, si piazza all'11º posto assoluto. |                    |                                              |                    |                                  |
| 11 luglio    | II Coppa delle Dolomiti                   | 12º posto | 1º posto           | Categoria Turismo, Classe oltre 1100 cm³     | berlina            | Giannino Marzotto                |
| 11 luglio    | II Coppa delle Dolomiti                   | Marzotto copre i km 303,800 del percorso in 4 ore08'11"2/5 alla media di km/h 73,443; alle spalle di Giannino, l'altra Aprilia del fratello Paolo (ad appena 1'43"3/5) e altre 7 Aprilia e un'ingombrante Alfa Romeo a 6 cilindri da 2,5 litri. Ottimo il 12º posto assoluto (su 68 classificati), che Giannino Marzotto ha ottenuto precedendo tutte le vetture da turismo e alcune vetture della categoria Sport. |                    |                                              |                    |                                  |
| 19/22 agosto | II Stella Alpina                          | 3º posto | 1º posto           | Categoria Turismo, Classe oltre 1100 cm³     | berlina            | Plinio Bona                      |
| 19/22 agosto | II Stella Alpina                          | Bona copre i km 208,300 del percorso in 3 ore15'02"3/5 alla media di km/h 64,078; stupenda ed incerta fino all'ultimo la lotta in famiglia tra le Aprilia di Plinio Bona, Giovanni Bracco e Giannino Marzotto. Al termine, la classifica li vedrà nell'ordine, con distacchi davvero irrisori (circa 1 minuto uno dall'altro). Nella classifica generale assoluta, naturalmente, le 3 Aprilia sono, l'una dietro l'altra, al 4º, al 5º ed al 6º posto. Nella Categoria Sport, Classe da 1101 a 1500 cm³ Enrico Dell'Orto (su Dell'Orto "Stella", vettura artigianale speciale con motore Lancia Aprilia) vince coprendo il percorso in 3 ore14'28"4/5 alla media di km/h 64,263. Dell'Orto - che dispone di una vettura speciale di sua costruzione dotata di motore Aprilia montato su di un telaio derivato dal Fiat 1100 - si aggiudica la classe precedendo la Fiat di Ovidio Capelli e la Maserati di Giuseppe Tassara e riesce a piazzarsi al 3º posto assoluto, d'un soffio davanti all'Aprilia berlina di Bona. |                    |                                              |                    |                                  |

#### 1949
| Nazione Data | Manifestazione                           | Risultato ass. | Risultato classe   | Categoria                                    | Tipo Aprilia       | Piloti                            |
| Nazione Data | Manifestazione                           | Descrizione evento | Descrizione evento | Descrizione evento                           | Descrizione evento | Descrizione evento                |
| ------------ | ---------------------------------------- | --- | ------------------ | -------------------------------------------- | ------------------ | --------------------------------- |
| 20 marzo     | XXXIII Targa Florio (IX Giro di Sicilia) | 5º posto | 1º posto           | Categoria Turismo, classe da 1101 a 1500 cm³ | berlina            | Giannino Marzotto/Marco Crosara   |
| 20 marzo     | XXXIII Targa Florio (IX Giro di Sicilia) | Marzotto/Crosara coprono i km 1080,000 del percorso in 14 ore21'42" alla media di km/h 75,200. Il forte Giannino Marzotto, riesce ad avere la meglio sulla Bristol 2 litri di Giovanni Lurani/Harold John Aldington. Seguono in classifica altre 4 Aprilia e un'Alfa Romeo da 2 litri e mezzo. Ottima la quinta posizione ottenuta nella graduatoria assoluta (che contempla 47 concorrenti, quasi tutti peraltro appartenenti alla categoria Turismo oppure a vetture Sport di piccola cilindrata) |                    |                                              |                    |                                   |
| 24/25 aprile | XVI Mille Miglia                         | 25º posto | 4º posto           | Categoria Turismo, classe oltre 1100 cm³     | berlina            | Dante Spreafico/Giampaolo Volpini |
| 24/25 aprile | XVI Mille Miglia                         | Spreafico/Volpini coprono i km 1593,000 del percorso in 15 ore20'10" alla media di km/h 103,872; numerose altre Aprilia si classificano dal 6º posto in giù. Tra gli equipaggi non classificati, da citare il Conte Giannino Marzotto (accompagnato da Marco Crosara), autore di una buona prestazione nella prima metà di gara, ma costretto al ritiro per la perdita di una ruota. Benché ormai anche l'Aprilia comincia sentire il peso degli anni, è da considerare che le quattro macchine che hanno preceduto le Aprilia al traguardo erano di cilindrata molto superiore: la prima classificata (la velocissima Healey di Geoffrey Healey/Tony Wisdom) aveva un motore da 2,4 litri, al pari della seconda (un'Alfa Romeo 6c2500 Freccia D'Oro) e della quarta (un'altra Healey), mentre la Bristol classificata terza era comunque una "2 litri". Nel complesso, le vetture che hanno completato la corsa sono state 179, per cui la 26.esima posizione conquistata da Spreafico/Volpini è comunque da considerare un buon risultato Nella Categoria Sport, classe da 1101 a 2000 cm³ Fabrizio Serena di Lapigio/Gaetani (su Pacifici-Lancia, vettura artigianale speciale con motore Lancia Aprilia) coprono il percorso in 15 ore13'58" alla media di km/h 104,577. Nulla da fare per questa vettura artigianale (motorizzata Aprilia) in questa classe, dove erano presenti alcuni dei bolidi più veloci (inclusa la Ferrari 2 litri barchetta Touring di Clemente Biondetti/Ettore Salani, vincitrice assoluta alla media di km/h 131,456). L'Aprilia di Fabrizio Serena di Lapigio - futuro Presidente della Commissione Sportiva Automobilistica Italiana (C.S.A.I.) - si piazza al 25º posto assoluto. |                    |                                              |                    |                                   |
| 29 giugno    | II Giro dell'Umbria                      | 14º posto | 1º posto           | Categoria Turismo, Classe da 1101 a 1500 cm³ | berlina            | Emilio Dansi                      |
| 29 giugno    | II Giro dell'Umbria                      | Dansi copre i km. 399,000 del percorso in 4 ore03'51"3/5 alla media di km/h 98,171; ottimo secondo posto di classe di Umberto Castiglioni (anch'egli su Aprilia), staccato da Dansi di appena 2 minuti scarsi. Degno di menzione il fatto che Dansi sia riuscito a segnare un tempo migliore (anche se di poco) rispetto alla più potente Alfa Romeo 6 cilindri 2500 che si è imposta, con Bruno Bolletti, nella massima classe della categoria Turismo |                    |                                              |                    |                                   |
| 17 luglio    | III Coppa delle Dolomiti                 | 9º posto | 1º posto           | Categoria Turismo, Classe oltre 1100 cm³     | berlina            | Emilio Dansi                      |
| 17 luglio    | III Coppa delle Dolomiti                 | Dansi copre i km 303,800 del percorso in 4 ore10'29" alla media di km/h 72,771; nella classifica di classe, seguono due Aprilia (Mario Simonetti, secondo, e Umberto Castiglioni, terzo) e la temibile Bristol 400 da 2 litri del Conte Giovanni Lurani. Dansi riesce ad inserire la sua Aprilia al 9º posto della graduatoria assoluta (che conta 58 classificati), precedendo come sempre tutte le vetture della categoria Turismo ed alcune delle agili vetture sport da 1100 cm³. |                    |                                              |                    |                                   |
| 31 luglio    | I Coppa della Toscana                    | 2º posto | 1º posto           | Categoria Turismo, Classe 1101-1500          | berlina            | Emilio Dansi/Giovanni Bracco      |
| 31 luglio    | I Coppa della Toscana                    | Dansi/Bracco coprono i km. 615,000 del percorso in 6 ore01'48"2/5 alla media di km/h 101,988; seguono, tutti su Lancia Aprilia: 2º Giannino Marzotto/Marco Crosara, 3º Umberto Castiglioni/Luigi Bordoli, 4º Fraticioni/Fraticioni, 5º Luigi Marcolini/Pioppo. Nella classifica assoluta, l'Aprilia di Dansi/Bracco si piazza al 9º posto, preceduta soltanto da 7 vetture della categoria Sport e dalla Bristol 2 litri di Giovanni Lurani/Franco Cortese (che spicca il miglior tempo tra tutte le vetture da turismo). Nella Categoria Sport, Classe oltre 1100 cm³ Sonio Coletti Perucca (su Pacifici-Lancia, vettura artigianale speciale con motore Lancia Aprilia) copre il percorso in 5 ore37'25" alla media di km/h 109,360. Ottima la prova di questa vettura ibrida (messa assieme assemblando parti del telaio Fiat 1100 con meccanica Aprilia), che si aggiudica la sua classe ed è seconda assoluta, dietro alla vittoriosa Fiat Ermini 1100 di Ugo Bormioli/Gaffuri. |                    |                                              |                    |                                   |
| 4/7 agosto   | III Stella Alpina                        | 3º posto | 1º posto           | Categoria Turismo, classe oltre 1100 cm³     | berlina            | Mario Simonetti                   |
| 4/7 agosto   | III Stella Alpina                        | Simonetti copre il percorso (il dato relativo al chilometraggio non è disponibile, comunque è dell'ordine dei 300 km) in 4 ore44'19"2/5 (media non disponibile); alle spalle di Simonetti, la classifica vede, nell'ordine: 2º Fausto Rodenghi (Aprilia), 3º Giovanni Lurani (Bristol), a seguire 3 Lancia Aprilia (Giampiero Segafredo, Guido Archetti e Giuseppe Tassara, quest'ultimo successivamente squalificato) e infine l'Alfa Romeo 2500 di Massimo Alesi, un gentleman driver che, come si legge nelle cronache dell'epoca, corre malgrado le sue gloriose mutilazioni. Nella graduatoria assoluta, la Lancia Aprilia berlina di Simonetti è preceduta soltanto da due vetture del gruppo Sport, la barchetta Fiat Stanguellini Sport 1100 del vincitore assoluto - Franco Simontacchi - e la Fiat 1100 S di Ovidio Capelli. |                    |                                              |                    |                                   |
| 25 settembre | I Giro delle Calabrie                    | 8º posto | 1º posto           | Categoria Turismo, classe oltre 1100 cm³     | berlina            | Carlo Leonetti/S. Cavalcanti      |
| 25 settembre | I Giro delle Calabrie                    | Leonetti/Cavalcanti coprono i km. 723,000 del percorso in 9 ore44'02"3/5 alla media di km/h 74,275. L'Aprilia di Leonetti/Cavalcanti, che ottiene la miglior prestazione fra tutte le vetture da Turismo, si piazza anche ad un onorevole 8º posto assoluto, preceduta da 7 vetture della categoria Sport (Osca, Stanguellini e Ferrari) |                    |                                              |                    |                                   |

#### 1950
| Nazione Data | Manifestazione                         | Risultato ass. | Risultato classe   | Categoria                                    | Tipo Aprilia       | Piloti                           |
| Nazione Data | Manifestazione                         | Descrizione evento | Descrizione evento | Descrizione evento                           | Descrizione evento | Descrizione evento               |
| ------------ | -------------------------------------- | --- | ------------------ | -------------------------------------------- | ------------------ | -------------------------------- |
| 3 aprile     | XXXIV Targa Florio (X Giro di Sicilia) | 21º posto | 1º posto           | Categoria Turismo, classe oltre 1100 cm³     | berlina            | Emilio Dansi/Bruno Martignoni    |
| 3 aprile     | XXXIV Targa Florio (X Giro di Sicilia) | Dansi/Martignoni coprono i km 1080,000 del percorso in 13 ore47'53" alla media di km/h 78,271. Lotta in famiglia, con tutte Aprilia in gara in questa classe. Nella graduatoria assoluta (che conta 88 classificati), Dansi/Martignoni occupano la ventunesima piazza. Nella Categoria Gran Turismo, classe fino a 1500 cm³ Salvatore Biondo/Antonio Valenti coprono i km 1080,000 del percorso in 14 ore26'28" alla media di km/h 74,786. Nella categoria Gran Turismo corrono quelle vetture che, in base ai regolamenti vigenti, pur non essendo del tipo "sport", non sono ammesse tra le vetture Turismo in quanto particolarmente elaborate o modificate oppure prodotte in piccolissima serie. Nella classe fino a 1500 cm³ gareggiano - oltre a 2 Aprilia - 5 Fiat 1100 speciali, 4 Cisitalia ed 1 Maserati: alla fine le due Aprilia si classificheranno al 1º ed al 3º posto, le tre Cisitalia superstiti invece saranno soltanto seconda, quarta e settima. L'Aprilia di Biondo/Valenti occupa infine la ventinovesima piazza (su 88) della classifica assoluta. |                    |                                              |                    |                                  |
| 23/24 aprile | XVII Mille Miglia                      | 21º posto | 2º posto           | Categoria Turismo, classe oltre 1100 cm³     | berlina            | Umberto Castiglioni/Arnaldo Mori |
| 23/24 aprile | XVII Mille Miglia                      | Castiglioni/Mori coprono i km. 1682,500 del percorso in 15 ore50'38" alla media di km/h 106,192; numerose altre Aprilia si piazzano nelle posizioni retrostanti, dal 4º posto in giù. La vittoria in questa classe va all'Alfa Romeo 6c2500 Freccia D'Oro dell'equipaggio formato dal marchese Cornaggia Medici e da Emilio Mantegazza che impiegano solo 2 minuti di meno dell'Aprilia, mentre una seconda Alfa Romeo dello stesso modello (pilotata da M. Moroni/Carta) viene battuta da Castiglioni/Mori e relegata al terzo posto. Castiglioni/Mori si piazzano ad un onorevolissimo 21º posto assoluto (su più di 200 classificati) |                    |                                              |                    |                                  |
| 4 giugno     | II Coppa della Toscana                 | 17º posto | 1º posto           | Categoria Turismo, classe oltre 1100 cm³     | berlina            | Umberto Castiglioni/Arnaldo Mori |
| 4 giugno     | II Coppa della Toscana                 | Castiglioni/Mori coprono i km 680,000 del percorso in 6 ore27'51" alla media di km/h 105,195; in questa classe partecipavano in totale 16 equipaggi, di cui ben 15 con le Aprilia. La sola Alfa Romeo in gara, la 6 cilindri da 2 litri e mezzo di Bruno Moroni/Arturo Carta, doveva però accontentarsi della seconda posizione. L'Aprilia di Castiglioni/Mori sarà 17.esima nella graduatoria assoluta. (su 89 concorrenti regolarmente classificati) |                    |                                              |                    |                                  |
| 29 giugno    | III Giro dell'Umbria                   | 12º posto | 1º posto           | Categoria Turismo, Classe da 1101 a 1500 cm³ | berlina            | Umberto Castiglioni              |
| 29 giugno    | III Giro dell'Umbria                   | Castiglioni copre i km. 383,400 del percorso in 3 ore44'18"2/5 alla media di km/h 102,556; alle spalle di Castiglioni si piazzano altre Aprilia (Alcide Sculati, "Mirko", Cesare Zuffi e Vittorio Benzi nell'ordine). Come già accaduto nell'edizione 1949, anche stavolta la prima delle Aprilia riesce ad avere la meglio su Bruno Bolletti con la Alfa Romeo da 2500, che, pur vincendo la propria classe (oltre 1500 cm³) impiega 4 minuti abbondanti in più per portare a termine i 383,4 km di corsa. La posizione dell'Aprilia di Castiglioni nella graduatoria assoluta non è certa, ma si può ragionevolmente collocare tra l'11º ed il 13º posto. |                    |                                              |                    |                                  |
| 16 luglio    | IV Coppa delle Dolomiti                | 14º posto | 1º posto           | Categoria Turismo, Classe oltre 1100 cm³     | berlina            | Umberto Castiglioni              |
| 16 luglio    | IV Coppa delle Dolomiti                | Castiglioni copre i km. 303,800 del percorso in 4 ore07'43" alla media di km/h 73,584; nella classifica di classe, Castiglioni precede nell'ordine l'Aprilia di Paolo Marzotto, l'Alfa Romeo 6 cilindri 2,5 litri di Cestelli Guidi e altre due Aprilia. La prestazione di Castiglioni è davvero pregevole, visto che conquistando il 14º posto assoluto (su 71 classificati) si prende il lusso di battere, oltre a tutti i concorrenti alla guida di vetture Turismo, anche tutti quelli della Categoria Gran Turismo, inclusi coloro che disponevano dell'Alfa Romeo 2500 e della Cisitalia Nella Categoria Gran Turismo, classe unica Antonio Pozzato (su Lancia Aprilia cabriolet) copre il percorso in 4 ore22'32" alla media di km/h 69,431; in questa eterogenea categoria, Pozzato è preceduto da due Alfa Romeo 6 cilindri da 2,5 litri, da una Cisitalia, da una Citroën "Traction" da 2 litri e da una berlinetta Fiat 1100 S, e precede la seconda delle Citroën e una Fiat Marino. Pozzato si piazza al 29º posto della graduatoria assoluta. |                    |                                              |                    |                                  |
| 6 agosto     | II Giro delle Calabrie                 | 7º posto | 1º posto           | Categoria Turismo, Classe oltre 1100 cm³     | berlina            | Eraldo Sculati/Tondi             |
| 6 agosto     | II Giro delle Calabrie                 | Sculati/Tondi coprono i km. 723,000 del percorso in 9 ore42'59"1/5 alla media di km/h 74,409. L'Aprilia di Sculati/Tondi, che ottiene la miglior prestazione fra tutte le vetture da Turismo, si piazza anche ad un onorevole 7º posto assoluto, preceduta soltanto da 6 vetture della categoria Sport (3 Ferrari, 1 Maserati e 2 Stanguellini) Nella Categoria Gran Turismo, Classe unica Giuseppe Ribolla/Rolando coprono il percorso in 10 ore47'12"3/5 alla media di km/h 67,026: Rolando/Ribolla sono preceduti da un'Alfa Romeo 2500 e da una Cisitalia. Non disponibile il dato della posizione nella graduatoria generale. |                    |                                              |                    |                                  |
| 16/21 agosto | Liège-Rome-Liège                       | 9º posto | 4º posto           | Classe da 1101 a 1500 cm³                    | berlina            | Umberto Massa/Arturo Brunetto    |
| 16/21 agosto | Liège-Rome-Liège                       | La gara (una sorta di rally di resistenza) si disputa sulla distanza di ben 4730 km. Massa/Brunetto, che totalizzano 320 punti di penalità, sono preceduti, nella loro classe, da una Peugeot e da due SIMCA, mentre nella graduatoria assoluta si piazzano al 9º posto (a pari merito con la Citroën di un altro equipaggio) |                    |                                              |                    |                                  |
| 24/27 agosto | IV Stella Alpina                       | 8º posto | 2º posto           | Categoria Turismo, Classe oltre 1100 cm³     | berlina            | Luigi Bianchi                    |
| 24/27 agosto | IV Stella Alpina                       | Bianchi copre il percorso (la gara si svolge su di un percorso di oltre 1.200 chilometri, una parte dei quali cronometrati come prove di velocità: il dato relativo al chilometraggio di questi tratti di velocità non è disponibile, comunque è dell'ordine dei 130–150 km) in 2 ore15'26"3/5 (media non disponibile). Costrette a misurarsi con vetture di maggiore cilindrata per via della soppressione della classe 1101–1500 cm³, le Aprilia, ancora una volta, non hanno sfigurato, anche se la vittoria di classe è andata all'Alfa Romeo 6c 2500 Freccia D'Oro di Gian Maria Cornaggia Medici, che ha preceduto Bianchi di 1 minuto e 15 secondi. Anche la terza piazza è andata ad un'Alfa 2500 (Guido Florio), mentre dal 4º posto in giù troviamo una lunga teoria di Aprilia. Nella classifica assoluta, l'Aprilia di Bianchi si piazza all'ottavo posto, preceduta soltanto da quattro grosse Alfa Romeo da 2 litri e mezzo, da due sportivissime Cisitalia e da una profilata nuova berlinetta Bertone su meccanica Fiat elaborata da Volpini. Da rilevare che questa gara segna l'esordio sportivo della nuova Lancia Aurelia B 10 berlina, che corre peraltro tra le Gran Turismo perché non ancora omologata tra le Vetture Turismo: la sua prestazione, nelle mani di Emilio Christillin, è comunque molto vicina a quella della migliore tra le Aprilia (accusa appena 3 minuti di ritardo da quella di Bianchi ma fa meglio di tutte le altre) |                    |                                              |                    |                                  |

#### 1951
| Nazione Data               | Manifestazione               | Risultato ass. | Risultato classe   | Categoria                                             | Tipo Aprilia       | Piloti                               |
| Nazione Data               | Manifestazione               | Descrizione evento | Descrizione evento | Descrizione evento                                    | Descrizione evento | Descrizione evento                   |
| -------------------------- | ---------------------------- | --- | ------------------ | ----------------------------------------------------- | ------------------ | ------------------------------------ |
| 29 dicembre'50 23 febbraio | I Rallye Mediterraneo-Le Cap | 19º posto | 4º posto           | Categoria Unica, classe da 1101 a 2000 cm³            | berlina            | Roberto Barracco/Gioacchino Quaranta |
| 29 dicembre'50 23 febbraio | I Rallye Mediterraneo-Le Cap | Barracco/Quaranta portano a compimento il massacrante Rallye-Raid (circa 15.300 chilometri in 39 tappe attraverso il continente Africano) chiudendo, nella graduatoria assoluta, a centro classifica (19º posto su 34 classificati) |                    |                                                       |                    |                                      |
| 23/26 febbraio             | II Rallye del Sestriere      | 5º posto | 3º posto           | Categoria Turismo, Classe da 1101 a 1500 cm³          | berlina            | Carlo Rivetti                        |
| 23/26 febbraio             | II Rallye del Sestriere      | Rivetti arriva al traguardo con punti 581,80. Il Rallye, che si articola in un percorso d'avvicinamento di 1.800 chilometri circa più un breve tratto di velocità e una prova complementare, registra ancora una bella prova della berlina Aprilia di Rivetti, il quale, pur superato nella classifica di classe da due Fiat 1400 che hanno marciato con maggior regolarità, ha però ottenuto il miglior tempo nella prova complementare di velocità (per la cronaca: Rivetti segna un ottimo 2'22" contro i 2'26" della Fiat 1400 di Valenzano). |                    |                                                       |                    |                                      |
| 1º aprile                  | XI Giro di Sicilia           | 21º posto | 1º posto           | Categoria Vetture di Serie, classe da 1101 a 1500 cm³ | berlina            | Bruno Martignoni/Bianchi             |
| 1º aprile                  | XI Giro di Sicilia           | Martignoni/Bianchi coprono i km 1080,000 del percorso in 13 ore09'03" alla media di km/h 82,124; alle spalle dell'equipaggio vittorioso si piazzano due altre Aprilia (E.S.P.E.S./Paolo Pagani e Giovanni Pezzino/Di Giunta), mentre la Fiat 1500 di Bruno Cavallo/Stellario Zappalà è quarta. Martignoni/Bianchi si piazzano al 21º posto della graduatoria assoluta. Nella Categoria Gran Turismo Internazionale, classe da 1101 a 1500 cm³ Mario Sannino/Franco Palazzolo coprono il percorso in 13 ore15'01" alla media di km/h 81,507; l'Aprilia di Sannino/Palazzolo in questa occasione soccombe alla leggera Fiat 1400 carrozzata speciale da Touring e condotta da Ovidio Capelli/Orlando Gerli (che si aggiudica la classe) ed alla Stanguellini di Achille Pinto-Riccardo Di Bona (che si classifica alla piazza d'onore). Sannino/Palazzolo sono terzi di classe e 24.esimi assoluti. |                    |                                                       |                    |                                      |
| 28/29 aprile               | XVIII Mille Miglia           | 24º posto | 1º posto           | Categoria Utilitarie, classe da 1101 a 1500 cm³       | berlina            | Enrico Anselmi/Luciano Gianni        |
| 28/29 aprile               | XVIII Mille Miglia           | Anselmi/Gianni coprono i km. 1564,000 del percorso in 14 ore42'45" alla media di km/h 106,304; i primi 9 posti della classifica sono tutti appannaggio di vetture Aprilia, mentre la prima delle pur nuove e più moderne Fiat 1400 è relegata al 10º posto con 1 ora e 18 minuti abbondanti di distacco. Malgrado l'Aprilia sia ormai fuori produzione da un anno e mezzo, eccola dunque ancora prevalere sulla concorrenza, impersonata ora dalla 1400 della Fiat, una macchina che però non ha assolutamente velleità sportive. Anselmi/Gianni occupano alla fine la 24.esima posizione nella graduatoria assoluta (che include 173 equipaggi) |                    |                                                       |                    |                                      |
| 3 giugno                   | III Coppa della Toscana      | 30º posto | 2º posto           | Categoria Turismo Nazionale di Serie                  | berlina            | Sergio Donini/Cesare Zuffi           |
| 3 giugno                   | III Coppa della Toscana      | Donini/Zuffi coprono i km 680,000 del percorso in 6 ore29'08" alla media di km/h 104,848. In questa occasione, le vetture che correvano nella categoria Turismo di Serie Nazionali non erano ripartite a seconda della cilindrata ma erano classificate "a gruppi", cioè per modello di vettura: c'era quindi, fra gli altri, il gruppo delle Lancia Aprilia, dove appunto prevaleva l'equipaggio Donini/Zuffi. Da segnalare che Zuffi si cela sotto lo pseudonimo di E.S.P.E.S.. Nella classifica dell'intera categoria Turismo, a prevalere su tutti era la Lancia Aurelia di Alberto Magi/Amelio Crescioli, che precedeva di quasi 8 minuti l'Aprilia. Da rimarcare tuttavia come l'Aprilia di Donini/Zuffi abbia comunque marciato più velocemente delle altre Aurelia e di tutte le Alfa Romeo 2500. La posizione nella classifica assoluta dell'Aprilia di Donini/Zuffi dovrebbe essere la trentesima. |                    |                                                       |                    |                                      |
| 15 luglio                  | V Coppa delle Dolomiti       | 21º posto | 4º posto           | Categoria Gran Turismo, Classe da 751 a 1500 cm³      | berlina            | Cesare Zuffi                         |
| 15 luglio                  | V Coppa delle Dolomiti       | Zuffi copre i km 303,800 del percorso in 4 ore09'12" alla media di km/h 73,146; l'Aprilia di Zuffi (che in realtà si nasconde dietro lo pseudonimo di E.S.P.E.S.) è preceduta dalla Fiat 1400 coupé Touring alleggerita di Ovidio Capelli (che si aggiudica la classe), ma anche da una Fiat 1100 (Cesare Maderna) e da una Cisitalia (Giulio Musitelli); altre Aprilia si piazzano al 5º al 7º e all'8º posto. Nella graduatoria assoluta (che contempla 41 concorrenti classificati), l'Aprilia di Zuffi si piazza esattamente a centro classifica, al 21º posto. |                    |                                                       |                    |                                      |
| 5 agosto                   | III Giro delle Calabrie      | 11º posto | 1º posto           | Categoria Turismo, Classe oltre 1100 cm³              | berlina            | Sergio Donini/Cesare Zuffi           |
| 5 agosto                   | III Giro delle Calabrie      | Donini/Zuffi coprono i km 723,000 del percorso in 9 ore49'50" alla media di km/h 73,546. Come spesso accade, l'Aprilia fa registrare il miglior tempo tra tutte le vetture della categoria Turismo, che però non includevano macchine particolarmente veloci essendo prevista la partecipazione delle sole Fiat Topolino, 1100 e 1400 e delle Lancia Ardea ed Aprilia. Nella graduatoria assoluta, l'Aprilia di Donini/Zuffi ottiene l'11º posto, dietro a 2 vetture Gran Turismo (1 Lancia Aurelia e 1 Cisitalia) ed a 8 vetture Sport (2 Ferrari, 2 Stanguellini, 1 Osca, 1 Giaur, 1 Jaguar 3500 ed 1 Allard da 5 litri). |                    |                                                       |                    |                                      |
| 11 agosto                  | Ia 6 Ore di Pescara          | 9º posto | 3º posto           | Categoria Gran Turismo, Classe fino a 1500 cm³        | berlina            | Di Brigida                           |
| 11 agosto                  | Ia 6 Ore di Pescara          | Di Brigida copre, nelle 6 ore, km 602,238 alla media di km/h 100,373. Di Brigida viene preceduto, nella sua classe, da due Fiat. Nella graduatoria assoluta si piazza al 9º posto (dietro a 6 Aurelia e alle 2 Fiat) Nella Categoria Turismo E.S.P.E.S. compie km 574,440 alla media di km/h 95,740. Cesare Zuffi si aggiudica il "gruppo Lancia Aprilia" nell'ambito della Categoria Turismo ed ottiene la terza miglior prestazione di categoria, alle spalle di due Aurelia (e davanti ad altre due Aprilia, condotte da Bruno Venezian e da Carlo Croce). Nella graduatoria assoluta, Zuffi occupa la 12.esima posizione (su 26 classificati) |                    |                                                       |                    |                                      |
| 23/26 agosto               | V Stella Alpina              | 16º posto | 4º posto           | Categoria Turismo Nazionale di Serie                  | berlina            | Eugenio Lubich                       |
| 23/26 agosto               | V Stella Alpina              | Lubich copre il percorso (la gara si svolge su di un percorso di oltre 1.200 chilometri, una parte dei quali cronometrati come prove di velocità: il dato relativo al chilometraggio di questi tratti di velocità non è disponibile, comunque è dell'ordine dei 130–150 km) in 2 ore02'16"2/5 (media non disponibile). Il regolamento della gara prevede, per le vetture Turismo, gruppi di vetture dello stesso tipo, per cui si può definire vittoria di classe solo quella ottenuta dal pilota: nel caso della Lancia Aprilia, il più veloce è stato dunque Eugenio Lubich, seguito da E.S.P.E.S., da Rinaldo Bossini e da Amirtade Trivelli. Nella graduatoria comprendente tutte indistintamente le vetture da Turismo, l'Aprilia di Lubich è stata preceduta soltanto dalle nuovissime Lancia Aurelia berlina di Riccardo Piacenza e di Emanuele Giolino e dalla 2 litri e mezzo Alfa Romeo di Guido Cestelli Guidi, ma ha sonoramente battuto un'Alfa 2500 e tutte le Fiat 1400. Nella graduatoria assoluta, l'Aprilia di Lubich è stata ovviamente preceduta dalle vetture del gruppo Gran Turismo (Ferrari 195, Lancia Aurelia B 20, Cisitalia, Fiat 1400 alleggerita coupé Touring), e quindi non è andata oltre il 16º posto (su 45 classificati) |                    |                                                       |                    |                                      |

#### 1952
| Nazione Data | Manifestazione          | Risultato ass. | Risultato classe   | Categoria                                           | Tipo Aprilia       | Piloti                              |
| Nazione Data | Manifestazione          | Descrizione evento | Descrizione evento | Descrizione evento                                  | Descrizione evento | Descrizione evento                  |
| ------------ | ----------------------- | --- | ------------------ | --------------------------------------------------- | ------------------ | ----------------------------------- |
| 3/4 maggio   | XIX Mille Miglia        | 63º posto | 1º posto           | Categoria Sport di serie, classe da 1101 a 1500 cm³ | berlina            | Vittorio Mazzonis/Stefano Marsaglia |
| 3/4 maggio   | XIX Mille Miglia        | Mazzonis/Marsaglia coprono i km. 1564,000 del percorso in 15 ore27'10" alla media di km/h 101,211; dietro a quella vittoriosa, troviamo al 2º posto un'altra Aprilia (Adamo Valeri/E. Bairo) che riesce ad avere la meglio sulla Peugeot 203 di Pierre Gay/T. Mercier e su altre Aprilia e Peugeot. Da notare che le Aprilia, cui era ormai preclusa la partecipazione nella categoria Turismo per scaduta omologazione, hanno dovuto correre tra le più impegnative macchine della categoria sport: ciononostante hanno colto ancora una volta la vittoria. Un po' meno esaltante, tuttavia, la posizione dell'Aprilia di Mazzonis/Marsaglia nella graduatoria assoluta (63º posto su 272). È questa l'ultima vittoria di un'Aprilia |                    |                                                     |                    |                                     |
| 1º giugno    | IV Coppa della Toscana  | 75º posto | 12º posto          | Categoria Gran Turismo, classe da 751 a 1500 cm³    |                    | Sgorbini/Melley                     |
| 1º giugno    | IV Coppa della Toscana  | Sgorbini/Melley coprono i km 736,000 del percorso in 8 ore03'32” alla media di km/h 91,327. Nessun commento particolare per questa un po' scialba prestazione di un equipaggio poco noto, costretto comunque ad emigrare nella categoria Gran Turismo per l'ormai scaduta omologazione della Aprilia tra le vetture da Turismo. |                    |                                                     |                    |                                     |
| 1/2 giugno   | Giro del Dachstein      | N.D. | 1º posto           | Categoria Turismo, classe fino a 1500 cm³           |                    | Hirsch                              |
| 1/2 giugno   | Giro del Dachstein      | Hirsch porta a termine il percorso di questa gara (disputata con la formula del “rallye”) di 922 km (in due tappe) con un numero di penalità indefinibile (dato N.D.), davanti alle più moderne Peugeot e Borgward. |                    |                                                     |                    |                                     |
| 13 luglio    | VI Coppa delle Dolomiti | 37º posto | 8º posto           | Categoria Gran Turismo, classe da 751 a 1500 cm³    |                    | Odorico Di Lenardo                  |
| 13 luglio    | VI Coppa delle Dolomiti | Di Lenardo copre i km 302,850 del percorso in 4 ore21'14” 4/5 alla media di km/h. 69,554. Nulla da fare per Di Lenardo con l'ormai vecchia Aprilia, che deve vedersela con Porsche, Cisitalia e leggere Fiat Zagato. |                    |                                                     |                    |                                     |
| 28/31 agosto | VI Stella Alpina        | 30º posto | 4º posto           | Categoria Gran Turismo, classe da 751 a 1500 cm³    |                    | Paolo Colombo                       |
| 28/31 agosto | VI Stella Alpina        | Colombo copre il percorso (il dato relativo al chilometraggio non è disponibile, comunque è dell'ordine dei 130–150 km) in 2 ore08'32"2/5 (media non disponibile). Costrette ad emigrare nel gruppo delle agguerrite Gran Turismo per scaduta omologazione, le due Aprilia in gara si sono difese con onore, soccombendo a due Porsche 356 e ad una leggera Fiat 1100 Zagato, e classificandosi dunque al 4º ed al 5º posto (Paolo Colombo e Giuliano Ronzoni rispettivamente) e precedendo addirittura una Cisitalia, una Volkswagen, due Fiat 1100 con carrozzeria speciale (Monviso e Zagato), una Stanguellini e una Simca 1200. Nella graduatoria assoluta, naturalmente, la posizione delle due Aprilia è meno entusiasmante: 30º e 32º posto, davanti però a tutte le Fiat 1400 berlina. È questa l'ultima corsa di un certo rilievo cui prende parte l'Aprilia |                    |                                                     |                    |                                     |

#### 1953
| Nazione Data        | Manifestazione          | Risultato ass. | Risultato classe   | Categoria                              | Tipo Aprilia       | Piloti                  |
| Nazione Data        | Manifestazione          | Descrizione evento | Descrizione evento | Descrizione evento                     | Descrizione evento | Descrizione evento      |
| ------------------- | ----------------------- | --- | ------------------ | -------------------------------------- | ------------------ | ----------------------- |
| 26 febbraio/2 marzo | IV Rallye del Sestrière | 2º posto | 1º posto           | Categoria Turismo, Classe 751–1500 cm³ |                    | Vittorio Mazzonis/Scala |
| 26 febbraio/2 marzo | IV Rallye del Sestrière | Mazzonis/Scala (Lancia Aprilia) portano a termine gli oltre 2.800 chilometri del percorso totalizzando 586 punti. Ennesima fantastica e quasi commovente dimostrazione di efficienza data dall'Aprilia: ormai fuori produzione da oltre 3 anni, una berlina Aprilia si prende il lusso di battere, anche nella prova di velocità in salita, le più giovani e moderne Simca Aronde e Fiat 1400. |                    |                                        |                    |                         |